# Creixomil (Barcelos)
Creixomil ist ein Ort und eine ehemalige portugiesische Gemeinde (Freguesia) im Kreis Barcelos. Die Gemeinde hatte 832 Einwohner (Stand 30. Juni 2011) und eine Fläche von 4,2 km².
Im Zuge der Gebietsreform am 29. September 2013 wurden die Gemeinden Creixomil und Mariz zur neuen Gemeinde União das Freguesias de Creixomil e Mariz zusammengefasst. Creixomil ist Sitz dieser neu gebildeten Gemeinde.